# Daidō Moriyama
Daidō Moriyama (japonês: 森山 大道, Hepburn: Moriyama Daidō, Ikeda, 10 de outubro de 1938) é um fotógrafo japonês. Recebeu o Prêmio Infinity Award pelo conjunto da obra do Centro Internacional de Fotografia em Nova Iorque in 2004 e o Prêmio Hasselblad  em 2019.

## Vida e obra
Nascido em Ikeda, Osaka, Moriyama estudou fotografia com Takeji Iwamiya antes de se mudar para Tóquio em 1961 para trabalhar como assistente do fotógrafo Eikoh Hosoe por três anos. Ele produziu uma coleção de fotografias, Nippon gekijō shashinchō, que mostrava o lado mais sombrio da vida urbana e as partes menos vistas das cidades. Neles, ele tentou mostrar como a vida em certas áreas estava sendo deixada para trás pelas outras partes industrializadas. Seu trabalho subsequente gira em torno dos temas do mistério urbano, memória e exploração do meio fotográfico.
O estilo de Moriyama é sinônimo ao da revista Provoke, com a qual ele esteve envolvido em 1969, ou seja, 'are, bure, bokeh', traduzido como 'granulado / áspero, embaçado e fora de foco'. Conhecido principalmente por seu trabalho em preto e branco, suas imagens costumam usar alto contraste e horizontes inclinados para transmitir a natureza fragmentária da vida moderna. Moriyama frequentemente apresenta seu trabalho na forma de fotolivros, que ele descreve como espaços abertos, permitindo ao leitor decidir a sequência de imagens que deseja visualizar. Desde 1968, publicou mais de 150 livros de fotos. Alguns dos mais notáveis desses livros de fotos são Japanese Theatre (1968), Farewell, Photography (1972), Daidohysteric (1993) e Hokkaido (2008).
Farewell, Photography (Sashin yo Sayonara) está incluída em The Book of 101 Books: Seminal Photographic Books of the Twentieth Century, de Andrew Roth, The Photobook: A History, Volume I, de Martin Parr e Gerry Badger, e The Open Book  do Hasselblad Center.
Embora Moriyama trabalhe com fotografia colorida desde a década de 1970, elas raramente foram exibidas  sendo a exposição individual Daido Tokyo na Fondation Cartier pour l'art Contemporain, Paris, em 2016, a primeira grande exposição individual a exibir suas fotografias coloridas. Entre 2008 e 2015, Moriyama revisitou Tóquio, focando particularmente no distrito de Shinjuku, tirando 86 impressões cromogênicas (série 'Tokyo Colour', 2008–2015) e fotografias em preto e branco ('Dog and Mesh Tights', 2014– 2015). O Hammer Museum em Los Angeles em abril de 2016 garantiu uma doação de fotografia de rua por Moriyama, a maior coleção do mundo.
A fotografia de Moriyama foi influenciada por Seiryū Inoue, Shōmei Tōmatsu, William Klein, Andy Warhol, Eikoh Hosoe, o escritor japonês Yukio Mishima, o dramaturgo Shūji Terayama e On the Road, de Jack Kerouac.

## Prêmios
- 1967: New Artist Award da Japan Photo-Critics Association[16]
- 1983: Prêmio Anual da Sociedade Fotográfica do Japão
- 2003: 44º Prêmio de Arte Mainichi[16]
- 2004: Prêmio Cultural da Sociedade Alemã de Fotografia (DGPh)[17]
- 2012: Infinity Award, categoria Lifetime Achievement, International Center of Photography, Nova York[3]
- 2019: Prêmio Internacional da Fundação Hasselblad em Fotografia do Prêmio Internacional da Fundação Hasselblad em Fotografia[18][19][20]

## Publicações

### Publicações de Moriyama
- にっぽん劇場写真帖 = Nippon Gekijo Shashincho = Japan: A Photo Theater. Muromachi Shob, 1968. With text in two places by Shūji Terayama in Japanese. 216 pages.
  - Revised edition. Shinchosha; Photo Musée, 1995. ISBN 9784106024184.
- Documentary = Kiroku = Record 1–5. Privately published, 1972–73.
- Sashin yo Sayonara = Bye Bye Photography.
  - Tokyo: Shashin hyoron-sha, 1972.
  - Farewell Photography. Tokyo: PowerShovel, 2006.
  - Farewell Photography. Bookshop M / Getsuyousha, 2019.
- Another Country. Privately published, 1974
- Tales of Tono. Asahi Sonorama, 1976.
  - Kobunsha, 2007.
  - Tate, 2012.
- Japan, A Photo Theater II. Asahi Sonorama, 1978. With an essay by Shoji Yamagishi.
- Hikari to Kage = Light and Shadow. Tojusha, 1982
  - Light and Shadow. Kodansha, 2009.
- Memories of a Dog – Places in My Memory. Asahi Shinbunsha, 1984 (Essays)
- A Dialogue with Photography. Seikyūsha, 1985 (Essays)
- A Journey to Nakaji. Tokyo: Sokyusha, 1987
- Moriyama Daidō 1970–1979. Tokyo: Sokyusha, 1989
- Lettre a St. Lou. Kawade Shobo Shinsha, 1990
- Daido hysteric No.4. Hysteric Glamour, 1993
- Color. Tokyo: Sokyusha, 1993
- Daido hysteric No.6. Hysteric Glamour, 1994
- A Dog's Time. Sakuhinsha, 1995
- Imitation. Taka Ishii Gallery, Tokyo, 1995
- From/ Toward Photography. Seikyūsha, 1995 (Essays)
- A Dialogue with Photography. (Revised) Seikyūsha, 1995 (Essays)
- Daido hysteric Osaka No.8. Hysteric Glamour, 1997
- Moriyama Daidō. Nihon no shashinka 37. Iwanami Shoten, 1997
- Hunter. (Reprint) Taka Ishii Gallery, Tokyo, 1997
- Fragments. Composite, Tokyo, 1998
- Memories of a Dog – Places in My Memory, the final. Asahi Shinbunsha, 1998 (Essays)
- Passage. Wides, 1999
- Dream of water. Tokyo: Sokyusha, 1999
- Visions of Japan: Daido Moriyama. Korinsha, Tokyo, 1999
- Color 2. Tokyo: Sokyusha, 1999
- Past is every time new, the future is always nostalgic. Seikyūsha, 2000
- Memories of a Dog – Places in My Memory. (Revised) Kawade Shobo Shinsha, 2001
- Memories of a Dog – Places in My Memory, the final. (Revised) Kawade Shobo Shinsha, 2001
- Platform. Daiwa Radiator Factory and Taka Ishii Gallery, 2002
- '71- NY Daido Moriyama. PPP Editions, 2002
- Shinjuku. Tokyo: Getsuyosha, 2002
- transit. Eyesencia, 2002
- Daido Moriyama 55. Phaidon, 2002
- Daido Moriyama, The Complete Works vol. 1. Daiwa Radiator Company, 2003
- Daido Moriyama: Actes Sud. Foundation Cartier pour l’art contemporain, 2003
- Remix. Galerie Kamel Mennour, 2004
- Daido Moriyama. Guiding Light, 2004
- Memories of a Dog. Portland, OR: Nazraeli, 2004
- Daido Moriyama, The Complete Works vols 2–4. Daiwa Radiator Factory, 2004
- Wilderness!. Parco, 2005
- Shinjuku 19XX-20XX. Codax, 2005
- Tokyo. Reflex New Art Gallery, 2005
- Buenos Aires. Kodansha, 2005
- Lettre a St. Lou. Kawade Shobo Shinsha, 2005
- Shinjuku Plus. Tokyo: Getsuyosha, 2006
- t-82. PowerShovelBooks, 2006
- it. Rat Hole, 2006
- Snap. (Record extra issue No. 1) Akio Nagasawa, 2007
- Kagero & Colors. PowerShovelBooks, 2007
- Hawaii. Tokyo: Getsuyosha, 2007
- Osaka Plus. Tokyo: Getsuyosha, 2007
- Erotica. Asahi Shinbunsha, 2007
- Yashi. Fondation Cartier pour l’art contemporain, Paris, and Taka Ishii Gallery, Tokyo, 2008
- Record No. 1-5 Complete Reprint Edition. Tokyo: Akio Nagasawa, 2008. Issues 1–5 of his magazine Record.
  - Portland, OR: Nazraeli, 2009. ISBN 978-1590052730.
- Magazine Work 1971 1974. Tokyo: Getsuyosha, 2009.
- Tsugaru. Tokyo: Taka ishii Gallery, 2010. Hardback. ISBN 9786000006945. Catalog of an exhibition held at Taka Ishii Gallery, November 2010. 81 of the 82 photographs taken in Goshogawara and other villages in the Tsugaru-plain area of Aomori Prefecture in 1976. Edition of 1000 copies.
- Auto-portrait. MMM label 1. Tokyo: Match and Company Co., 2010. With a text by Simon Baker. Edition of 1000 copies.
- Gekijo. Tokyo: Super Labo, 2011. Edition of 500 copies.
- Remix. Galerie Kamel Mennour, 2012
- Paris 88/89. Paris and Arles, France: Poursuite, 2012.
- Light & Shadow Magazine. 2013. Edition of 250 Copies.
- Mirage. MMM label 4. Tokyo: Match and Company Co., 2013. Edition of 1000 copies.
- Dog and Mesh Tights. Tokyo: Getsuyosha, 2015. With an afterword by Moriyama. Text in English and Japanese.
- Self. One Picture Book 90. Portland, OR: Nazraeli, 2015. ISBN 978-1-59005-426-0. Edition of 500 copies.
- Fukei. Tokyo: Super Labo, 2015. Edition of 700 copies in two different covers (one with fish, the other with a flower), 350 of each cover.
- Daido Moriyama in Color: Now, and Never Again. Milan: Skira, 2016. ISBN 978-8857222264.
- Scandalous. Tokyo: Akio Nagasawa, 2016. Edition of 350 copies.
- Osaka. Tokyo: Getsuyosha, 2016. With essays "Osaka no koto" (in Japanese) and "Dark Pictures" (in English).
- Pantomime. Tokyo: Akio Nagasawa, 2017. Edition of 600 copies.
- Pretty Woman. Tokyo: Akio Nagasawa, 2017. Edition of 900 copies.
- K. Tokyo: Getsuyosha, 2017. ISBN 978-4-86503-050-1
- Record. Tokyo: Akio Nagasawa, 2017. A digest edition of his Record magazines containing selected work from Record No.1 to Record  No.30. Edited by Mark Holborn.
- Aa, Koya. Kadokawa, 2017. With a story by Shūji Terayama.
- Uwajima. Switch, 2018. Photographs made in Uwajima, Ehime, some of which were previously published in Coyote magazine in 2004. With an essay by Shinro Ohtake (in Japanese).
- Tokyo Boogie Woogie. Tokyo: Super Labo, 2018. ISBN 978-4-908512-26-1. Edition of 1000 copies.
- Tights in Shimotakaido. Tokyo: Akio Nagasawa, 2018. Edition of 600 copies.
- Lips! Lips! Lips!. Tokyo: Akio Nagasawa, 2018. Edition of 350 copies.
- Daido Moriyama in Color: Now, and Never Again. Yokosuka. Milan: Skira, 2018. ISBN 978-8857231167
- Daido Moriyama in Color: Now, and Never Again. Nocturnal Nude. Milan: Skira, 2018. ISBN 978-8857236308.
- Daido Moriyama in Color: Now, and Never Again. Self-portrait. Milan: Skira, 2018. ISBN 978-8857236315.
- Akai Kutsu Vol. 1. Kanagawa: Super Labo, 2019. ISBN 978-4908512766.
- Akai Kutsu Vol. 2. Kanagawa: Super Labo, 2019. ISBN 978-4908512773.
- Daido Moto. Paso Robles, CA: Nazraeli, 2019. Edition of 500 copies.
- How I Take Photographs. Laurence King, 2019. ISBN 978-1786274243. Photographs by Moriyama and text co-written with Takeshi Nakamoto.[22]
- Letters to N. Tokyo: Getsuyosha, 2021